# Forårets Horisont
Forårets Horisont er et ganske kort digt af Morten Nielsen. Det er på blot fire verselinjer:
Verden er vaad og lys —

Himlen er tung af Væde ...
Hjertet er tungt af Lykke,

lykkeligt nær ved at græde.
Nielsens digt blev udgivet i digtsamlingen Krigere uden Vaaben i 1943 fra forlaget Athenæum i København, men digtet var allerede skrevet i april 1941.
Der er skrevet melodi til digtet. En af melodierne er af højskolelærer Aksel Krogslund Olesen i 1996 og en anden af Birgitte Frandsen og Peter Lindbæk fra 2018.
Som sang er digtet i Højskolesangbogens 19. udgave. Både Olesens og Frandsen/Lindbæks sang er angivet.
Både Kristen Bjørnkjær og Svend Auken angav digtet som deres yndlingsdigt, da en gymnasieklasse fra Svendborg Gymnasium spurgte en række kendte danskere.
Auken skrev til gymnasieklassen af Nielsens strofer "er noget af det smukkeste, der er skrevet på dansk. Det er en perle."